# Nuapada
Nuapada (o Nuapatna) è una suddivisione dell'India, classificata come census town, di 7 846 abitanti, capoluogo del distretto di Nuapada, nello stato federato dell'Orissa. In base al numero di abitanti la città rientra nella classe V (da 5 000 a 9 999 persone).

## Geografia fisica
La città sorge ad un'altitudine di 328 m s.l.m..

## Società

### Evoluzione demografica
Al censimento del 2001 la popolazione di Nuapada assommava a 7.846 persone, delle quali 4 084 maschi e 3 762 femmine. I bambini di età inferiore o uguale ai sei anni assommavano a 1 113, dei quali 576 maschi e 537 femmine. Infine, coloro che erano in grado di saper almeno leggere e scrivere erano 5 103, dei quali 3 051 maschi e 2 052 femmine.